# Hành lang Ba Lan

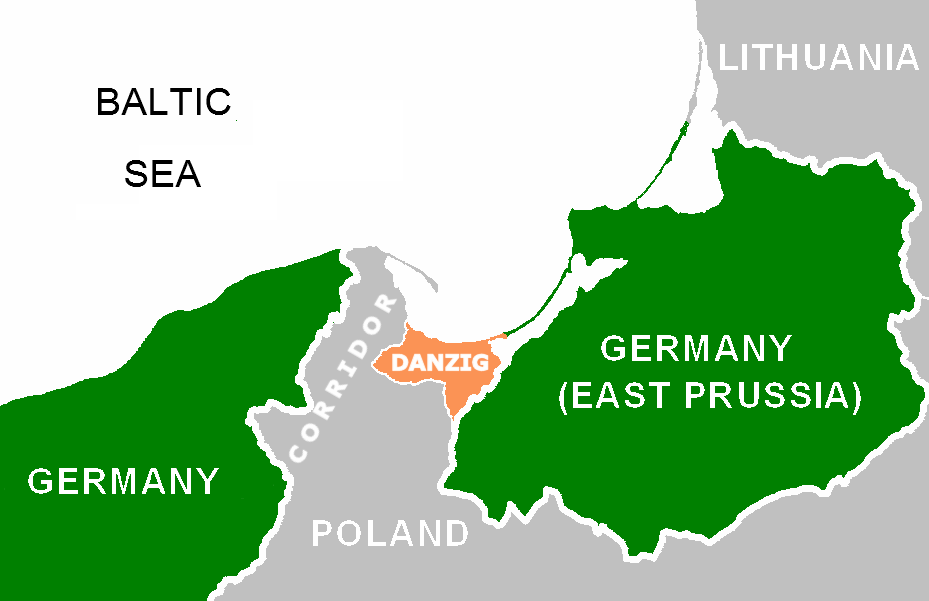
Hành lang Ba Lan giai đoạn 1923–1939

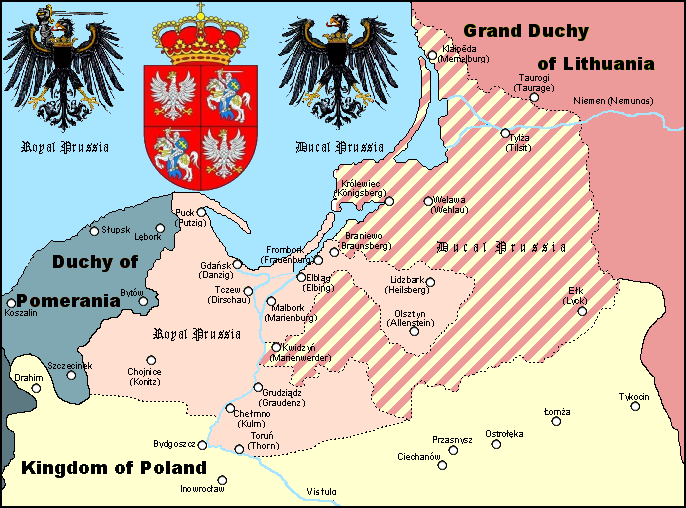
Phổ Ba Lan giai đoạn năm 1466–1772

Đa số Ba Lan (xanh lục) và các khu vực của Đức trong Hành lang (điều tra dân số năm 1910 của Đức).

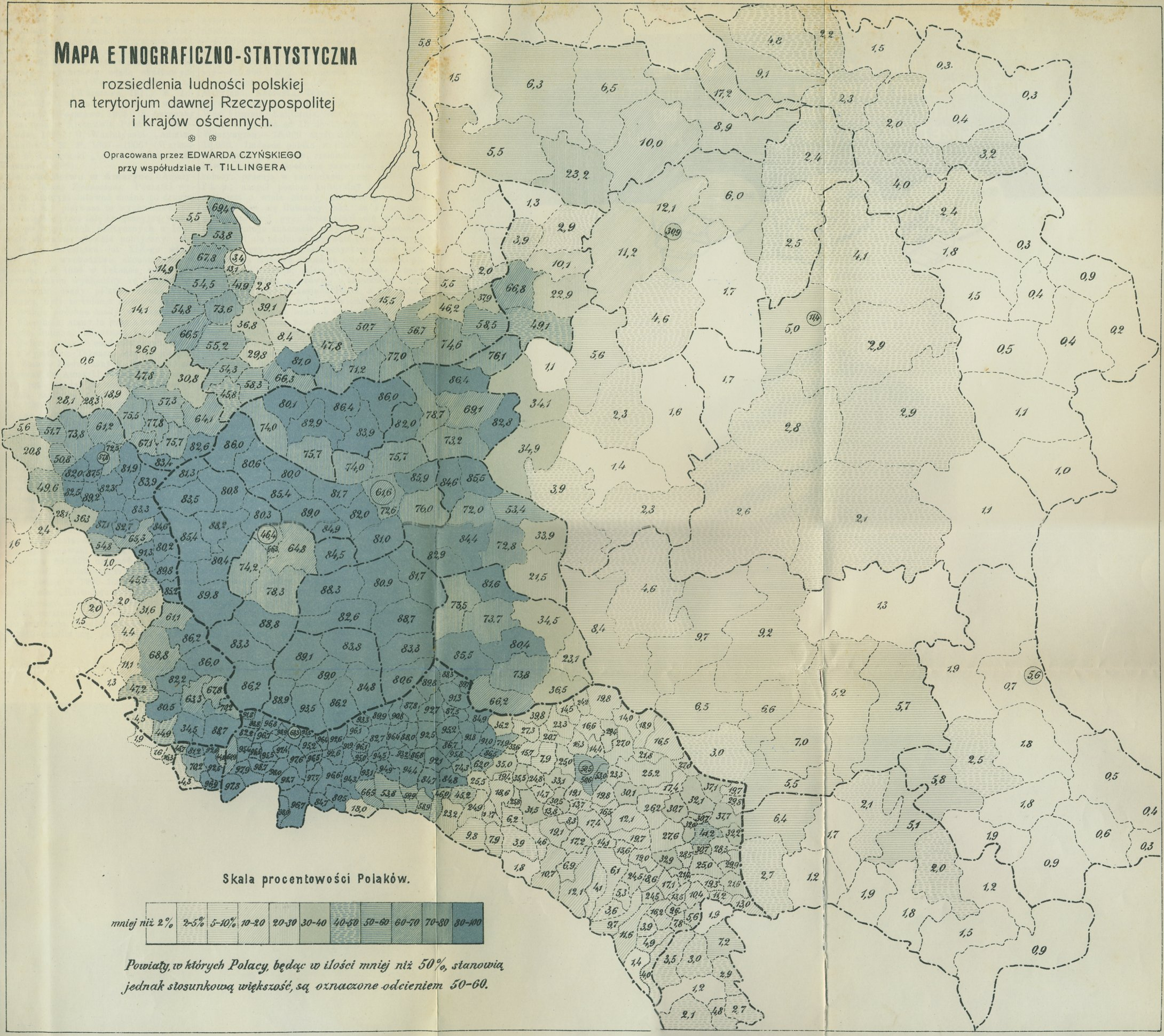
Phần trăm người Ba Lan sống trên các lãnh thổ thuộc Khối thịnh vượng chung Ba Lan-Litva trước đây, ca. 1900

Hành lang Ba Lan (tiếng Đức: Polnischer Korridor; tiếng Ba Lan: Pomorze, Polski Korytarz), cũng gọi là hành lang Danzig, Hành lang ra biển hoặc hành lang Gdańsk, là một lãnh thổ tọa lạc ở vùng Pomerelia (tỉnh Pomerania, đông Pomerania, trước đó thuộc Tây Phổ), cung cấp cho Đệ nhị Cộng hòa Ba Lan (1920–1939) lối ra biển Baltic, do đó chia phần lớn Đức (Cộng hòa Weimar) khỏi tỉnh Đông Phổ. Thành phố tự do Danzig (nay là thành phố Gdańsk của Ba Lan) tách biệt với cả Ba Lan và Đức. Một lãnh thổ tương tự, đôi khi cũng được gọi là hành lang, đã được kết nối với Triều đình Ba Lan như một phần của Hoàng gia Phổ trong thời kỳ 1466–1772.

## Thuật ngữ
Theo nhà sử học người Đức Hartmut Boockmann, thuật ngữ "Hành lang" lần đầu tiên được sử dụng bởi các chính trị gia Ba Lan, trong khi nhà sử học Ba Lan Grzegorz Lukomski viết rằng từ này được đặt ra bởi sự tuyên truyền của chủ nghĩa dân tộc Đức trong thập niên 1920. Trên phạm vi quốc tế, thuật ngữ này đã được sử dụng bằng tiếng Anh ngay từ tháng 3 năm 1919 và bất kể nguồn gốc của nó, nó đã trở thành một thuật ngữ phổ biến trong việc sử dụng tiếng Anh.